# Moskva (vrtulníkový křižník)
Moskva byl první vrtulníkový křižník Projektu 1123 známého též jako třída Moskva. V sovětské klasifikaci se jednalo o letadlový křižník. Byl to vůbec první do služby zařazený sovětský nosič letadel. Jeho sesterskou lodí byl křižník Leningrad. Vrtulníkový křižník Moskva byl ze služby vyřazen na počátku 90. let a v roce 1997 byl sešrotován.

## Pozadí vzniku

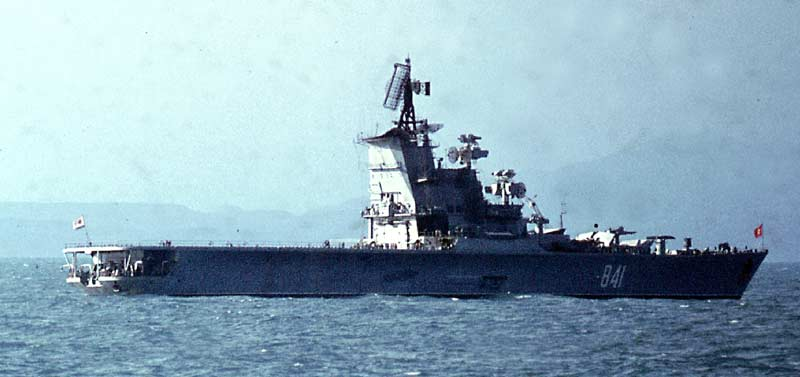
Moskva u marockých břehů

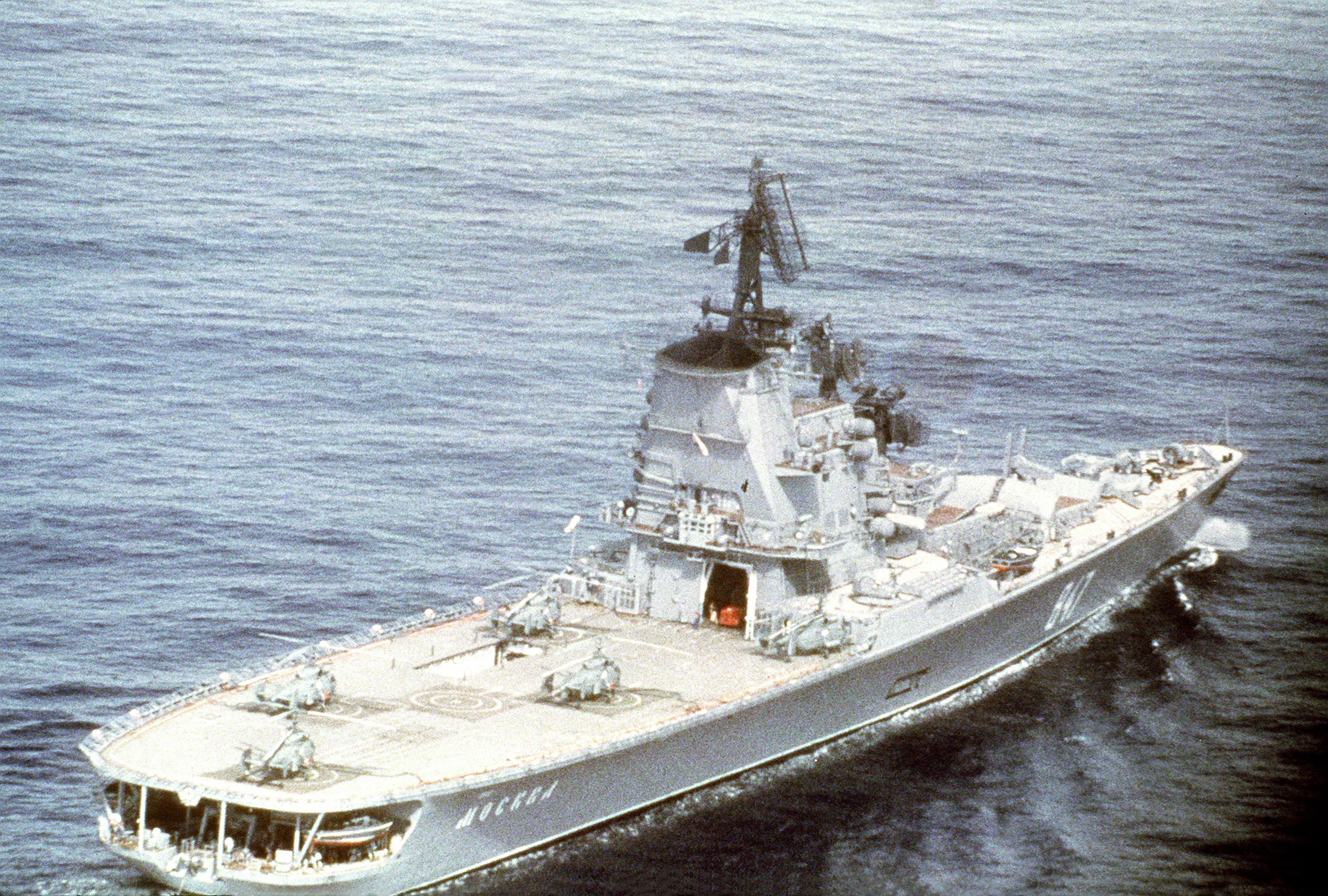
Moskva v pohledu od zádě

Projekt stavby nosiče Moskva oficiálně schválen v roce 1958 jako Projekt 1123 Kondor. Celý projekt byl kompromisem mezi potřebami admirality a možnostmi sovětského hospodářství a loděnic. Základy lodi byly položeny v loděnici Jižní Nikolajev v roce 1962. Do služby byl křižník zařazen v roce 1967.
Úkolem obou křižníků Projektu 1123 mělo být hlídkování proti americkým ponorkám s balistickými střelami Polaris A-1, které měly poměrně malý dolet okolo 2 100 km. S nástupem vyspělejších balistických raket s větším doletem však podobné hlídkování ztratilo smysl, a hlavním posláním sovětských vrtulníkových křižníků se stala ochrana sovětských plavidel před americkými stíhacími ponorkami.

## Konstrukce
Projekt 1123 připomínal jiné konstrukce s podobnou koncepcí - francouzský křižník Jeanne d'Arc a italské vrtulníkové křižníky tříd Andrea Doria a Vittorio Veneto. Svým výtlakem je však sovětská plavidla výrazně převyšovala.
Loď byla rozdělena na dvě části. V přední polovině byla nástavba, obsahující hlavňové a raketové zbraňové systémy, zatímco zadní polovinu lodi zabírala letová paluba o rozměrech 81 × 34 metrů s pěti vzletovými body pro vrtulníky. Zatímco čtyři z nich byly uspořádány po dvojicích za sebou a označeny čísly 1 až 4, uprostřed byla pátá plocha označená písmenem. Dva obdélníkové výtahy spojovaly letovou palubu s podpalubním hangárem o rozměrech 67 × 25 m. Ve spodní části rozměrného komínu byl ještě malý hangár pro dva velitelské vrtulníky. Křižník Moskva celkem nesl 14 vrtulníků Kamov Ka-25PL. Vrtulníky měly za úkol pohybovat se v malých rojích a vytvářet protiponorkovou clonu ve střední vzdálenosti.
Hlavňovou výzbroj Moskvy tvořily dva dvouhlavňové dvouúčelové 57mm kanóny AK-725. K ničení ponorek sloužily dva dvanáctihlavňové vrhače raketových hlubinných pum RBU-6000 Smerč-2 a jedno dvojité odpalovací zařízení systému RPK-1 Vichr (SUW-N-1) pro raketová torpéda PLO-82-P (FRAS-1) s pětikilotunovou bojovou hlavicí a doletem okolo 30 km. Na palubě se nacházelo okolo 48 kusů. Protiletadlovou výzbroj představovala dvě dvojitá odpalovací zařízení řízených střel M-11 Štorm (v kódu NATO SA-N-3 Goblet) s doletem 35 km a dostupem 25 km. Neseno bylo celkem 96 těchto střel. Loď také nesla dva pětihlavňové 533mm torpédomety. Ty ovšem byly v letech 1977–1978 odstraněny.
Pohonný systém tvořily dvě parní turbíny a čtyři vysokotlaké kotle. Křižník dosahoval rychlosti až 28,8 uzlu.

## Operační služba

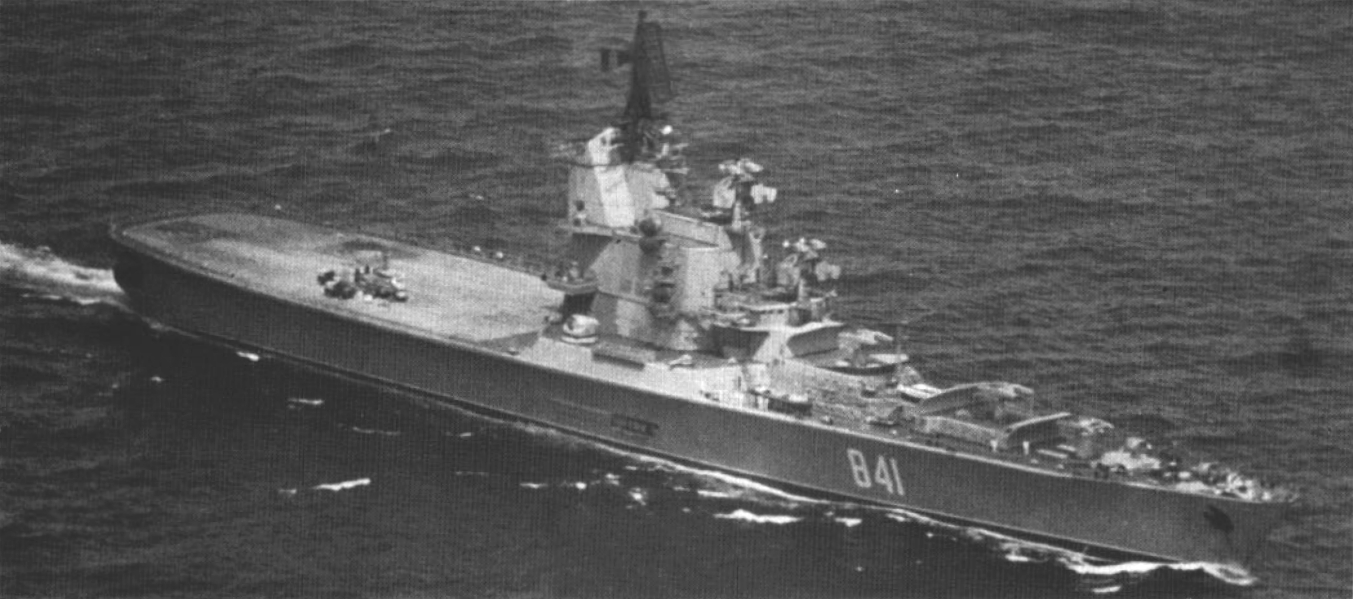
Moskva na snímku ze 70. let 20. století

Moskva sloužila po celou svou operační službu v Černém moři. V letech 1972–1974 byl na její palubě zkoušen prototyp kolmostartujícího stíhacího bombardéru Jakovlev Jak-38. Operačně však obě lodi nesly jen vrtulníky. Během služby prošly obě lodi řadou cvičení.